# Gáň
Gáň és un poble i municipi d'Eslovàquia que es troba a la regió de Trnava, a l'oest del país. El 2023 tenia 882 habitants.

## Història
La vila fou fundada el 1113.

## Demografia
| Godina             | 1994 | 2004    | 2014    | 2024    |
| ------------------ | ---- | ------- | ------- | ------- |
| Nombre de persones | 620  | 695     | 780     | 885     |
| Diferència         |      | +12,09% | +12,23% | +13,46% |

| Godina             | 2023 | 2024   |
| ------------------ | ---- | ------ |
| Nombre de persones | 882  | 885    |
| Diferència         |      | +0,34% |